# 1974年アルゼンチングランプリ
1974年アルゼンチングランプリ (英: 1974 Argentine Grand Prix、正式名称: XI Gran Premio de la Republica Argentina) は、1974年のF1世界選手権の開幕戦として、1974年1月13日にブエノスアイレス・サーキットで開催された。

## 概要
レースは53周で行われ、10番手からスタートしたマクラーレンのデニス・ハルムが優勝した。フェラーリのニキ・ラウダが2位、チームメイトのクレイ・レガツォーニが3位となった。
ハルムはF1キャリアで8回目かつ最後の勝利であり、2023年終了時点でニュージーランド人ドライバーにとって最後の勝利でもある。

## 背景
1973年秋から1974年初頭にかけて、モータースポーツ界は大きく揺れ動いた。王者ジャッキー・スチュワートの引退とその後継者と目されたフランソワ・セベールの事故死、そしてオイルショックの影響でモータースポーツ自粛ムードが世界中に広がり、ヨーロッパ各国の政府がガソリン節約のためイベント数を制限する意向を示したことから、この年のラリー・モンテカルロが中止に追い込まれた。F1も本GPが中止になるのではないかと噂されたが、中止されないどころかシーズンが進むにつれて参加者は増加していった。

### サーキット
ブエノスアイレス・サーキットのレイアウトが前年までのNo.9からより高速なNo.15に変更された。

## エントリー
この年からカーナンバーがシーズンを通して固定されることになった。カーナンバー1は前年度のドライバーズチャンピオンが使用することになったが、前年度チャンピオンのジャッキー・スチュワートが引退したことにより、前年度のコンストラクターズチャンピオンを獲得したロータスのロニー・ピーターソンに「1」が与えられた。

### 各チームのラインナップ

#### ワークスチーム
前年のコンストラクターズランキング順に記載する。
ロータスはピーターソンが残留し、ジャッキー・イクスが加入した。マシンは登場から4年が経過した72Eを引き続き使用するが、新車76の設計を開始していた。
ティレルはスチュワートが引退、フランソワ・セベールを事故死で失ったため、ジョディー・シェクターとパトリック・デパイユの新人2人にラインナップを一新した。マシンは新車007の準備が整わず、シェクターが006、デパイユは005で開幕を迎える。
マクラーレンはベテランのデニス・ハルムが残留し、ロータスからエマーソン・フィッティパルディが移籍してきた。この年から新たなタイトルスポンサーとしてマールボロとテキサコが付いた。これとは別に従来のタイトルスポンサーであったヤードレーの支援も継続され、マイク・ヘイルウッドが3台目のドライバーに起用された。マシンは前年に登場したM23を継続使用する。
ブラバムは3年目を迎えるカルロス・ロイテマンとF3出身の新人リチャード・ロバーツのコンビで、新車BT44が投入された。
マーチはハウデン・ガンレイとハンス＝ヨアヒム・スタックの2台体制で、新車741を使用する。
フェラーリは前年の不振を経てチーム体制を一新し、ルカ・ディ・モンテゼーモロがチーム監督に就任した。ドライバーはBRMからクレイ・レガツォーニが復帰し、BRMでチームメイトだった若手ニキ・ラウダも移籍してきた。マウロ・フォルギエリにより312B3は大幅に改良が施された。
BRMはタイトルスポンサーのマールボロを失い、モチュールが新たなタイトルスポンサーになった。ドライバーはジャン＝ピエール・ベルトワーズが残留し、アンリ・ペスカロロと新人フランソワ・ミゴールが加わり、フランス人3人の体制となった。マシンはP160Eを引き続き使用する。
参戦2年目を迎えるシャドウはドライバーラインナップが一新され、前年マクラーレンで2勝したピーター・レブソンと前年のヨーロッパF2選手権チャンピオンのジャン＝ピエール・ジャリエのコンビとなった。レブソンには新車DN3が与えられたが、ジャリエは前年型のDN1で開幕を迎える。
サーティースはカルロス・パーチェとヨッヘン・マスのコンビとなり、新車TS16が投入された。
ウィリアムズは前年同様「イソ・マールボロ」として参戦し、ドライバーは前年フェラーリに在籍したアルトゥーロ・メルツァリオを迎えた。マシンは前年のIRをジャンパオロ・ダラーラが改修したFWを使用する。
エンサインはリッキー・フォン・オペルが残留し、新車N174が投入された。
グラハム・ヒル率いるエンバシー・レーシングはローラにマシン製作を依頼し、T370をヒル自身と新人ガイ・エドワーズの2人がドライブする。

#### プライベートチーム
ヘスケスは自製マシンの完成までマーチ・731を使用する。ドライバーはジェームス・ハントが残留。
ゴールディ・ヘキサゴン・レーシングはブラバムの前年型BT42をジョン・ワトソンがドライブする。

### タイヤ
ロータス、ティレル、マクラーレン、ブラバム、マーチ、フェラーリ、シャドウがグッドイヤー、BRM、サーティース、ウィリアムズ、エンサイン、エンバシー・ヒル、ヘスケス、ヘキサゴンがファイアストンを使用するが、この年有力と見られた5チーム（ロータス、ティレル、マクラーレン、ブラバム、フェラーリ）が全てグッドイヤーを使用していることから、グッドイヤーの優位は揺るぎない状態であった。なお、ファイアストンはこの年をもってF1から撤退することになる。

### エントリーリスト
| チーム                                             | No. | ドライバー                     | コンストラクター | シャシー | エンジン                         | タイヤ |
| -------------------------------------------------- | --- | ------------------------------ | ---------------- | -------- | -------------------------------- | ------ |
| ジョン・プレイヤー・チーム・ロータス               | 1   | ロニー・ピーターソン           | ロータス         | 72E      | フォード・コスワース DFV 3.0L V8 | G      |
| ジョン・プレイヤー・チーム・ロータス               | 2   | ジャッキー・イクス             | ロータス         | 72E      | フォード・コスワース DFV 3.0L V8 | G      |
| エルフ・チーム・ティレル                           | 3   | ジョディー・シェクター         | ティレル         | 006      | フォード・コスワース DFV 3.0L V8 | G      |
| エルフ・チーム・ティレル                           | 4   | パトリック・デパイユ           | ティレル         | 005      | フォード・コスワース DFV 3.0L V8 | G      |
| マールボロ・チーム・テキサコ                       | 5   | エマーソン・フィッティパルディ | マクラーレン     | M23      | フォード・コスワース DFV 3.0L V8 | G      |
| マールボロ・チーム・テキサコ                       | 6   | デニス・ハルム                 | マクラーレン     | M23      | フォード・コスワース DFV 3.0L V8 | G      |
| ヤードレー・チーム・マクラーレン                   | 33  | マイク・ヘイルウッド           | マクラーレン     | M23      | フォード・コスワース DFV 3.0L V8 | G      |
| モーターレーシング・ディベロップメンツ・リミテッド | 7   | カルロス・ロイテマン           | ブラバム         | BT44     | フォード・コスワース DFV 3.0L V8 | G      |
| モーターレーシング・ディベロップメンツ・リミテッド | 8   | リチャード・ロバーツ           | ブラバム         | BT44     | フォード・コスワース DFV 3.0L V8 | G      |
| マーチ・エンジニアリング                           | 9   | ハンス＝ヨアヒム・スタック     | マーチ           | 741      | フォード・コスワース DFV 3.0L V8 | G      |
| マーチ・エンジニアリング                           | 10  | ハウデン・ガンレイ             | マーチ           | 741      | フォード・コスワース DFV 3.0L V8 | G      |
| スクーデリア・フェラーリ SpA SEFAC                 | 11  | クレイ・レガツォーニ           | フェラーリ       | 312B3-74 | フェラーリ 001/11 3.0L F12       | G      |
| スクーデリア・フェラーリ SpA SEFAC                 | 12  | ニキ・ラウダ                   | フェラーリ       | 312B3-74 | フェラーリ 001/11 3.0L F12       | G      |
| チーム・モチュール・BRM                            | 14  | ジャン＝ピエール・ベルトワーズ | BRM              | P160E    | BRM P142 3.0L V12                | F      |
| チーム・モチュール・BRM                            | 15  | アンリ・ペスカロロ             | BRM              | P160E    | BRM P142 3.0L V12                | F      |
| チーム・モチュール・BRM                            | 37  | フランソワ・ミゴール           | BRM              | P160E    | BRM P142 3.0L V12                | F      |
| UOP・シャドウ・レーシングチーム                    | 16  | ピーター・レブソン             | シャドウ         | DN3      | フォード・コスワース DFV 3.0L V8 | G      |
| UOP・シャドウ・レーシングチーム                    | 17  | ジャン＝ピエール・ジャリエ     | シャドウ         | DN1      | フォード・コスワース DFV 3.0L V8 | G      |
| チーム・サーティース                               | 18  | カルロス・パーチェ             | サーティース     | TS16     | フォード・コスワース DFV 3.0L V8 | F      |
| チーム・サーティース                               | 19  | ヨッヘン・マス                 | サーティース     | TS16     | フォード・コスワース DFV 3.0L V8 | F      |
| フランク・ウィリアムズ・レーシングカーズ           | 20  | アルトゥーロ・メルツァリオ     | イソ・マールボロ | FW       | フォード・コスワース DFV 3.0L V8 | F      |
| チーム・エンサイン                                 | 22  | リッキー・フォン・オペル       | エンサイン       | N174     | フォード・コスワース DFV 3.0L V8 | F      |
| ヘスケス・レーシング                               | 24  | ジェームス・ハント             | マーチ           | 731      | フォード・コスワース DFV 3.0L V8 | F      |
| エンバシー・レーシング・ウィズ・グラハム・ヒル     | 26  | グラハム・ヒル                 | ローラ           | T370     | フォード・コスワース DFV 3.0L V8 | F      |
| エンバシー・レーシング・ウィズ・グラハム・ヒル     | 27  | ガイ・エドワーズ               | ローラ           | T370     | フォード・コスワース DFV 3.0L V8 | F      |
| ジョン・ゴールディ・レーシング・ウィズ・ヘキサゴン | 28  | ジョン・ワトソン               | ブラバム         | BT42     | フォード・コスワース DFV 3.0L V8 | F      |
| 出典:                                              |     |                                |                  |          |                                  |        |

## 予選
（特記のない出典: ）
ロータスのロニー・ピーターソンがポールポジションを獲得した。フェラーリのクレイ・レガツォーニがフロントローに並び、冬の間にどれだけの進歩を遂げたかを示した。エマーソン・フィッティパルディとピーター・レブソンが2列目に並び、ジェームス・ハントはハーベイ・ポスルスウェイトによって改修されたマーチ・731で5番手を得た。母国グランプリのカルロス・ロイテマンは6番手、ジャッキー・イクスとニキ・ラウダが4列目、マイク・ヘイルウッドとデニス・ハルムが5列目に並ぶ。最下位に終わったリッキー・フォン・オペルはハンドリングの問題で決勝出走を取りやめ、そのままエンサインを去っていった。

### 予選結果
| 順位  | No. | ドライバー                     | コンストラクター          | タイム  | 差    | グリッド |
| ----- | --- | ------------------------------ | ------------------------- | ------- | ----- | -------- |
| 1     | 1   | ロニー・ピーターソン           | ロータス–フォード         | 1:50.78 | -     | 1        |
| 2     | 11  | クレイ・レガツォーニ           | フェラーリ                | 1:50.96 | +0.18 | 2        |
| 3     | 5   | エマーソン・フィッティパルディ | マクラーレン–フォード     | 1:51.06 | +0.28 | 3        |
| 4     | 16  | ピーター・レブソン             | シャドウ–フォード         | 1:51.30 | +0.52 | 4        |
| 5     | 24  | ジェームス・ハント             | マーチ–フォード           | 1:51.52 | +0.74 | 5        |
| 6     | 7   | カルロス・ロイテマン           | ブラバム–フォード         | 1:51.55 | +0.77 | 6        |
| 7     | 2   | ジャッキー・イクス             | ロータス–フォード         | 1:51.70 | +0.92 | 7        |
| 8     | 12  | ニキ・ラウダ                   | フェラーリ                | 1:51.81 | +1.03 | 8        |
| 9     | 33  | マイク・ヘイルウッド           | マクラーレン–フォード     | 1:51.86 | +1.08 | 9        |
| 10    | 6   | デニス・ハルム                 | マクラーレン–フォード     | 1:52.06 | +1.28 | 10       |
| 11    | 18  | カルロス・パーチェ             | サーティース–フォード     | 1:52.20 | +1.42 | 11       |
| 12    | 3   | ジョディー・シェクター         | ティレル–フォード         | 1:52.47 | +1.69 | 12       |
| 13    | 20  | アルトゥーロ・メルツァリオ     | イソ・マールボロ–フォード | 1:53.14 | +2.36 | 13       |
| 14    | 14  | ジャン＝ピエール・ベルトワーズ | BRM                       | 1:53.18 | +2.40 | 14       |
| 15    | 4   | パトリック・デパイユ           | ティレル–フォード         | 1:53.27 | +2.49 | 15       |
| 16    | 17  | ジャン＝ピエール・ジャリエ     | シャドウ–フォード         | 1:53.66 | +2.88 | 16       |
| 17    | 26  | グラハム・ヒル                 | ローラ–フォード           | 1:53.90 | +3.12 | 17       |
| 18    | 19  | ヨッヘン・マス                 | サーティース–フォード     | 1:53.90 | +3.12 | 18       |
| 19    | 10  | ハウデン・ガンレイ             | マーチ–フォード           | 1:54.21 | +3.43 | 19       |
| 20    | 28  | ジョン・ワトソン               | ブラバム–フォード         | 1:54.39 | +3.61 | 20       |
| 21    | 15  | アンリ・ペスカロロ             | BRM                       | 1:54.67 | +3.89 | 21       |
| 22    | 8   | リチャード・ロバーツ           | ブラバム–フォード         | 1:54.73 | +3.95 | 22       |
| 23    | 9   | ハンス＝ヨアヒム・スタック     | マーチ–フォード           | 1:55.19 | +4.41 | 23       |
| 24    | 37  | フランソワ・ミゴール           | BRM                       | 1:55.43 | +4.65 | 24       |
| 25    | 27  | ガイ・エドワーズ               | ローラ–フォード           | 1:56.43 | +5.65 | 25       |
| 26    | 22  | リッキー・フォン・オペル       | エンサイン–フォード       | 1:57.86 | +7.08 | DNS 1    |
| 出典: |     |                                |                           |         |       |          |

追記
- ^1 - フォン・オペルはハンドリングの問題により決勝の出走を見合わせた[8]

## 決勝
（特記のない出典: ）
アルゼンチンの観客たちは母国のヒーローであるカルロス・ロイテマンの活躍を見ようと続々とサーキットに詰めかけた。アルゼンチンが生んだ世界チャンピオンであるファン・マヌエル・ファンジオが振り下ろすアルゼンチン国旗を合図にレースはスタートした。
ポールポジションのロニー・ピーターソン、3列目から好スタートを切ったジェームス・ハント、クレイ・レガツォーニの3台が一体となって1コーナーへ突っ込んでいったが、レガツォーニはマイク・ヘイルウッドと激しく接触して大きくスピンしてしまい、すぐ横にいたレブソンもスピンしてしまう。ジャン＝ピエール・ジャリエは同僚のレブソンを避けきれずに接触し、シャドウは2台ともリタイアした。ハントはピーターソンを抜いて首位に立つが、直後にスピンを喫して後方に沈み、代わってロイテマンが2位となりピーターソンを追っていく。
3周目にロイテマンがピーターソンを抜いて首位に立つと、サーキット全体が大歓声の坩堝と化した。ロイテマンが後方との差を徐々に広げていく一方、ピーターソンはフロントブレーキがフェード気味となり、エンジンの調子も上がらずペースが落ち、10周目にはデニス・ハルム、次の周にジャッキー・イクスにも抜かれ4位に後退する。
ニキ・ラウダは徐々に順位を上げていき、15周目にヘイルウッドとピーターソンを抜いて4位に浮上し、その前を走るイクスとの激しい3位争いが繰り広げられたが、25周目にイクスがスローダウンして3位となる。
ロイテマンは首位を独走していたが、40周目を過ぎたところでドライバーズシートの背後にあるエアスクープがぐらつき始め、さらに半分ちぎれてブラブラになってしまう。このトラブルでロイテマンのペースが落ちたが、それでも2位ハルムとの差は30秒以上あり、母国グランプリ優勝は間違いないものと見られた。他のマシンも終盤が近づくにつれてトラブルが出始め、ピーターソンはタイヤのトラブルでピットインし入賞の望みは絶たれた。ヘイルウッドはラジエーターに石が当たって破損し、レガツォーニに抜かれた。そしてあと6周になったところでロイテマンのイグニッションワイヤーが1本外れてしまい、排気音がおかしくなる。1気筒が死んだ状態で走るロイテマンに観衆は祈るような声援を送るも、あと2周となったところでハルムがロイテマンを抜いて首位に立った。ロイテマンは次の周にラウダにも抜かれて3位に落ち、最終ラップに燃料が切れ、ゴールまで残り1.6kmの地点でマシンを止めた。ロイテマンが優勝を逃し、貴賓席で観戦していたフアン・ペロン大統領をはじめとした観衆は大きく落胆した。
逆転優勝を果たしたハルムはこれが結果的に最後の勝利となる。ラウダとレガツォーニが2-3位に食い込み、フェラーリは早くも復調の様子を見せた。3台目のマクラーレンを駆るヘイルウッドが4位、BRMのジャン＝ピエール・ベルトワーズが5位に入り、6位のパトリック・デパイユ（ティレル）は初ポイントを獲得した。

### レース結果
| 順位  | No. | ドライバー                     | コンストラクター          | 周回数 | タイム/リタイア原因 | グリッド | ポイント |
| ----- | --- | ------------------------------ | ------------------------- | ------ | ------------------- | -------- | -------- |
| 1     | 6   | デニス・ハルム                 | マクラーレン-フォード     | 53     | 1:41:02.01          | 10       | 9        |
| 2     | 12  | ニキ・ラウダ                   | フェラーリ                | 53     | +9.27               | 8        | 6        |
| 3     | 11  | クレイ・レガツォーニ           | フェラーリ                | 53     | +20.41              | 2        | 4        |
| 4     | 33  | マイク・ヘイルウッド           | マクラーレン-フォード     | 53     | +31.79              | 9        | 3        |
| 5     | 14  | ジャン＝ピエール・ベルトワーズ | BRM                       | 53     | +51.84              | 14       | 2        |
| 6     | 4   | パトリック・デパイユ           | ティレル-フォード         | 53     | +1:52.48            | 15       | 1        |
| 7†    | 7   | カルロス・ロイテマン           | ブラバム-フォード         | 52     | 燃料切れ            | 6        |          |
| 8†    | 10  | ハウデン・ガンレイ             | マーチ-フォード           | 52     | 燃料切れ            | 19       |          |
| 9     | 15  | アンリ・ペスカロロ             | BRM                       | 52     | +1 Lap              | 21       |          |
| 10    | 5   | エマーソン・フィッティパルディ | マクラーレン-フォード     | 52     | +1 Lap              | 3        |          |
| 11    | 27  | ガイ・エドワーズ               | ローラ-フォード           | 51     | +2 Laps             | 25       |          |
| 12    | 28  | ジョン・ワトソン               | ブラバム-フォード         | 49     | +4 Laps             | 20       |          |
| 13    | 1   | ロニー・ピーターソン           | ロータス-フォード         | 48     | +5 Laps             | 1        |          |
| Ret   | 26  | グラハム・ヒル                 | ローラ-フォード           | 45     | エンジン            | 17       |          |
| Ret   | 2   | ジャッキー・イクス             | ロータス-フォード         | 36     | クラッチ            | 7        |          |
| Ret   | 8   | リチャード・ロバーツ           | ブラバム-フォード         | 36     | ギアボックス        | 22       |          |
| Ret   | 9   | ハンス＝ヨアヒム・スタック     | マーチ-フォード           | 31     | クラッチ            | 23       |          |
| Ret   | 37  | フランソワ・ミゴール           | BRM                       | 31     | 水漏れ              | 24       |          |
| Ret   | 3   | ジョディー・シェクター         | ティレル-フォード         | 25     | エンジン            | 12       |          |
| Ret   | 18  | カルロス・パーチェ             | サーティース-フォード     | 21     | サスペンション      | 11       |          |
| Ret   | 20  | アルトゥーロ・メルツァリオ     | イソ・マールボロ-フォード | 19     | オーバーヒート      | 13       |          |
| Ret   | 24  | ジェームス・ハント             | マーチ-フォード           | 11     | オーバーヒート      | 5        |          |
| Ret   | 19  | ヨッヘン・マス                 | サーティース-フォード     | 10     | エンジン            | 18       |          |
| Ret   | 16  | ピーター・レブソン             | シャドウ-フォード         | 1      | アクシデント        | 4        |          |
| Ret   | 17  | ジャン＝ピエール・ジャリエ     | シャドウ-フォード         | 0      | アクシデント        | 16       |          |
| DNS   | 22  | リッキー・フォン・オペル       | エンサイン-フォード       |        | ハンドリング        | 26       |          |
| 出典: |     |                                |                           |        |                     |          |          |

追記
- ^† - リタイアだが、90%以上の距離を走行したため規定により完走扱い

優勝者デニス・ハルムの平均速度
187.841 km/h (116.719 mph)
ファステストラップ
- クレイ・レガツォーニ - 1:52.10（38周目）

ラップリーダー
太字は最多ラップリーダー
- ロニー・ピーターソン - 2周 (1-2)
- カルロス・ロイテマン - 49周 (3-51)
- デニス・ハルム - 2周 (52-53)

達成された主な記録
- ドライバー
  - 最終勝利: デニス・ハルム - 8勝目[W 2]
  - 10回目のポールポジション: ロニー・ピーターソン
  - 初表彰台: ニキ・ラウダ - 29戦目[W 15]
  - 10回目の表彰台: クレイ・レガツォーニ
  - 初入賞: パトリック・デパイユ - 3戦目[W 16]
  - 初参加/初出走: ハンス＝ヨアヒム・スタック[W 17]、ガイ・エドワーズ[W 18]、リチャード・ロバーツ（英語版）[W 19]

## 第1戦終了時点のランキング
| 順位  | ドライバー                     | ポイント |
| ----- | ------------------------------ | -------- |
| 1     | デニス・ハルム                 | 9        |
| 2     | ニキ・ラウダ                   | 6        |
| 3     | クレイ・レガツォーニ           | 4        |
| 4     | マイク・ヘイルウッド           | 3        |
| 5     | ジャン＝ピエール・ベルトワーズ | 2        |
| 出典: |                                |          |

| 順位  | コンストラクター      | ポイント |
| ----- | --------------------- | -------- |
| 1     | マクラーレン-フォード | 9        |
| 2     | フェラーリ            | 6        |
| 3     | BRM                   | 2        |
| 4     | ティレル-フォード     | 1        |
| 出典: |                       |          |

- 注: トップ5のみ表示。有効ポイントは前半8戦のうちベスト7戦と後半7戦のうちベスト6戦の合計。